# Bajki o krasnoludkach
Bajki o krasnoludkach (Die Wichtelmänner) – baśń opublikowana przez  braci Grimm w 1812 roku w ich zbiorze Baśni (tom 1, nr 39). Wydawana też w Polsce pod alternatywnym tytułem Krasnoludki.
Baśń ta jest o tyle nietypowa, że składa się z trzech niepowiązanych ze sobą opowieści, której bohaterami są krasnoludki.

## Treść

### Opowieść pierwsza
Pewien ubogi szewc nie posiadał nic, poza ostatnim kawałkiem skóry, z którego zamierzał zrobić następnego dnia buty. Jednak rano kiedy się obudził, okazało się, że buty nie tylko są już gotowe, ale wykonane z kunsztem do jakiego szewc nie byłby zdolny. Szewc sprzedał je z dużym zyskiem i zakupił więcej skóry. Od tego czasu każdego ranka, kiedy się budził znajdował w swoim warsztacie pięknie wykonane gotowe obuwie. Dzięki sprzedaży tych butów osiągał duże zyski i stał się bogatym człowiekiem. Intrygowało go jednak, kto te buty wykonuje. Pewnej nocy wraz z żoną postanowił nie spać lecz obserwować z ukrycia swój warsztat. Okazało się, że o północy, pojawiło się w nim dwóch malutkich ludzików - krasnoludków, które zasiadłszy przy jego warsztacie zaczęły robić buty z pozostawionej skóry. Przed końcem nocy, krasnoludki zniknęły tak szybko jak się pojawiły, pozostawiając gotowe buty. Szewc wraz żoną postanowił odwdzięczyć się pomocnikom i następnej nocy pozostawił w warsztacie uszyte przez żonę małe ubranka. Następnej nocy krasnoludki znów pojawiły się w warsztacie. Znalazły ubranka, przymierzyły i bardzo się ucieszyły. Uznały jednak, że jako eleganckim panom nie przystoi im zajmować się już szewstwem i zniknęły. Szewc już ich więcej nie zobaczył, ale pozostał człowiekiem bogatym.

### Opowieść druga
Pewna uboga służąca znalazła podczas pracy list. Okazało się, że było to zaproszenie od krasnoludków, które chciały by została matką chrzestną ich dziecka. Dziewczyna zgodziła się i przybyła na uroczystość, która odbywała się w siedzibie krasnoludków, w jaskini. Uroczystość była huczna i wystawna. Potem krasnoludki namówiły ją by została z nimi jeszcze trzy dni, gdyż bardzo ją polubiły. Kiedy wreszcie przyszła pora rozstania - napełniły jej kieszenie pieniędzmi. Służąca zamierzała wrócić do domu, w którym pracowała. Okazało się, że mieszkał w nim już ktoś inny, gdyż poprzedni właściciele umarli. Służąca ze zdumieniem dowiedziała się, że nie przebywała u krasnoludków trzy dni, ale siedem lat.

### Opowieść trzecia
Pewnej matce krasnoludki ukradły dziecko z kołyski i podrzuciły własne. Dziecko nie rosło, ale tylko leżało, jadło i piło. Zdumiona matka poradziła się sąsiadki, która dała jej radę, by rozpaliła ogień i ugotowała wodę w skorupkach jaja. Kiedy kobieta tak zrobiła - "dziecko" zawołało: "stary jestem, a nie widziałem by ktoś gotował w skorupkach jaja" i zaczęło się śmiać. Wówczas pojawił się orszak krasnoludków, który zwrócił kobiecie jej dziecko i zabrał własne.